# Hopes Die Last
Hopes Die Last — итальянская пост-хардкор группа из Рима, основанная в 2004 году. Ранее подписав контракт со StandBy Records, группа самостоятельно выпустила свой последний релиз. До распада в состав группы входили Даниэль Тофани (вокал), Марко Мантовани (гитара, бэк-вокал) и Луиджи Маджилокка (гитара). На сегодняшний день группа выпустила два студийных альбома и три релиза.
6 января 2017 года Hopes Die Last сообщили о распаде. Оставшиеся участники группы, за исключением Луиджи Маджилокки, создали новую группу под названием ALPHAWOLVES.
Группа снова объединилась под изначальным названием в феврале 2022 года.

## История

### 2005-09: Ранние годы и релизы
Коллектив был основан в 2004 году в Ладисполи недалеко от Рима как группа друзей-подростков. Группа двала концерты в Риме, а позднее — во всей Италии. Hopes Die Last выпустили Aim For Tomorrow в 2005 году, релиз состоял из шести песен. Жанр этого релиза заметно отличается от более поздних работ, которые классифицируются как пост-хардкор. Aim for Tomorrow стал альбомом в стиле мелодичный хардкор/панк лишь с небольшой долей скрима. Этот альбом был записан изначальным составом группы, но вместо «Беко» на вокале был Марко Мантовани, а также Николо «Ник» — на вокале и скриме.
В 2008 году с релизом Your Face Down Now группа сменила свой жанр на эмокор. Благодаря этому альбому группа вышла на сцены Германии, Англии, Франции, США и Японии. Основным звучанием релиза стало эмо, он состоял из шести треков, а также бонусного трека для Японии. Одна из песен («Call Me Sick Boy») до сих пор является одной из известнейших песен группы, и она была перезаписана на следующем альбоме группы. Альбом стал первой записью с вокалом Марко «Беко» Каланки, но также с изначальным вокалистом-скримером Ником.
Группа подписала контракт со StandBy Records, чтобы записать следующий альбом (Six Years Home) в качестве главной звукозаписывающей студией уже после контракта с Wynona Records, итальянским лейблом, занимающимся преимущественно записью пост-хардкор-коллективов.

### 2009-11: Уход Ника иSix Years Home
После тура в США, а также нескольких выступлений в Европе Ник (изначальный скриминг-вокалист) решил покинуть группу. Он опубликовал следующее сообщение на странице группы на Myspace: «Эй, ребята, как вы? это Ник.. после нескольких месяцев размышлений я осознал, что больше не хочу быть вокалистом/скримером Hopes Die Last, и поэтому сообщаю вам, что я покидаю группу. Я очень люблю ребят из группы, и несмотря ни на что мы остаемся друзьями как и раньше. Я ухожу из группы, потому что мне больше не доставляет удовольствие играть в этом жанре. Простите. Продолжайте поддерживать Hopes Die Last. Я вернусь с новым проектом через несколько месяцев, не забывайте обо мне — Ник». После нескольких месяцев творцества в составе пост-хардкор группы Helia в 2011 году он начал выпускать электронную музыку в качестве «Razihel».
В августе 2009 года группа выпустила своей первый полноразмерный альбом Six Years Home.
В 2010 году группа отправилась в тур по Италии и другим странам Европы. Кавер на песню Кэти Перри Firework был выпущен 3 марта 2011 года на MySpace и вошёл в состав второго альбома.

### 2011-12:Trust No One
В начале 2011 года группа отправилась в совместный тур по Великобритании с коллективом Attack Attack!, а позднее отыграла несколько концертов в Европе, Восточной Европе и России. 14 ноября 2011 года, равно тремя месяцами ранее, Standby Records опубликовали трейлер песни для предстоящего сингла/видеоклипа на новую песню и раскрыли название альбома. Синглы Unleash Hell и Never Trust the Hazel Eyed были выпущены в январе 2012 года, а несколькими месяцами позднее вышел третий сингл Keep Your Hands Off. Новый альбом был окончательно анонсирован под названием Trust No One и вышел 14 февраля 2012 года.

### 2013:WolfpackEP
23 апреля 2013 года группа объявила, что Нексо стал полноценным участником группы. Нексо ранее уже сотрудничал с группой в песне «Keep Your Hands Off», а также снялся в клипе на эту песню. 1 мая 2013 года группа объявила, что отныне они являются частью семьи Monster Energy. 20 мая 2013 года группа анонсировала новый релиз на 25 июня 2013 года под названием Wolfpack (EP) вместе с новым синглом «Cheaters Must Die». Второй синг с Wolfpack (EP) назывался «Hellbound» и был выпущен 3 июня 2013 года. Wolfpack (EP) вышел 25 июня 2013 года. Цифровая версия доступна на медиа-ресурсах, а издание на физическом носителе — только в магазине группы на сайте shopbenchmack.com. 26 июня вслед за выпуском EP Hopes Die Last опубликовали третий видеоклип под названием «Promises — Nero Cover». 3 декабря 2013 года группа опубликовала четвёртый клип на песню «The Wolfpack», в котором отсутствовал Валерио «Нексо» Корси, объявивший, что он больше не является членом группы. Почти спустя год после выхода клипа «The Wolfpack» Hopes Die Last выпустили пятый клип на песню «Blackhearted».

### 2015: Изменения в составе иAlpha Wolves
19 апреля 2015 года на YouTube группа выпустила тизер с сообщением, что они возвращаются. За этим тизером 29 апреля 2015 года последовал ещё один, в котором впервые прозвучало название Alpha Wolves. Группа продолжила анонсы в социальных сетях, а 24 марта 2015 года окончательно подтвердила новости, объявив о выходе нового сингла Alpha Wolves 3 июня 2015 года. Вскоре за этой новостью на страничке группы в Facebook 28 мая 2015 года появился пост о том, что Марко «Беко» Каланка и Иван Панелла решили покинуть Hopes Die Last и создать собственные проекты. В посте также были представлены новый басист Юри Сантурри и новый барабанщик Данило Менна. Alpha Wolves был выпущен на iTunes 3 июня 2015 года и сопровождался выходом клипа на YouTube.

### 2017: Распад иALPHAWOLVES
6 января 2017 года группа анонсирована завершение деятельности группы на своей страничке в Facebook. Оставшиеся участники группы за исключением Луиджи Маджилокки создали новую группу с названием ALPHAWOLVES. Они выпустили свой дебютный сингл Bayonets 22 января 2017 года.

### 2022: Воссоединение
25 февраля 2022 года Hopes Die Last объявили о своем воссоединении в первоначальном составе. 4 марта 2022 года вышло текстовое видео на сингл Silence Broken, за которым 31 мая 2022 года последовал клип на ту же песню. В течение следующих месяцев группа выпустила несколько синглов, включая Better Off Dead 25 апреля 2022 года, White Eyes 28 июня 2022 года, и Dead Boy 2 сентября 2022 года.

## Участники группы
| Текущий состав - Марко Мантовани (ит. Marco Mantovani) — гитара (2004—2017, 2022-н.в.), чистый вокал (2004—2006, 2015—2017) - Якопо Омар Иннариэлло (ит. Jacopo Omar Iannariello) — гитара (2004—2008, 2022-н.в.) - Марко «Беко» Каланка (ит. Marco «Becko» Calanca) — бас, клавишные, чистый вокал (2004—2015, 2022-н.в.) - Иван Паленна (ит. Ivan Panella) — барабаны (2004—2015, 2022-н.в.) - Даниэль Тофани (ит. Daniele Tofani) — экстрим-вокал (2009—2017, 2023-н.в.), чистый вокал (2015—2017) | Бывшие участники - Валерио «Нексо» Корси (ит. Valerio «Nekso» Corsi) — клавишные, электроника (2013) - Луиджи Маджилокка (ит. Luigi Magliocca) — гитара (2008—2017) - Юри Сантурри (ит. Yuri Santurri) — бас (2015—2017) - Данило Менна (ит. Danilo Menna) — барабаны, перкуссия (2015—2017) - Николо (Raizhell) Аркилла (ит. Nicolò (Raizhell) Arquilla) — ведущий вокал (2004—2009, 2022—2023) |

Временная шкала

## Дискография

### Альбомы и EP
| 2005                                     | Aim For Tomorrow        | Self-released                | —  | —  | —   |
| 2007                                     | Your Face Down Now (EP) | Still Life / StandBy Records | —  | —  | —   |
| 2009                                     | Six Years Home          | StandBy Records              | —  | —  | —   |
| 2012                                     | Trust No One            | StandBy Records              | 54 | 63 | 161 |
| 2013                                     | Wolfpack (EP)           | Self-released                | —  | —  | —   |
| 2023                                     | Once and For All        | Self-released                | —  | —  | —   |
| «—» означает, что релиз не был в чартах. |                         |                              |    |    |     |

### Синглы
| Год  | Название                              | Альбом                  |
| ---- | ------------------------------------- | ----------------------- |
| 2007 | «Thanks for Coming (I Like You Dead)» | Your Face Down Now (EP) |
| 2008 | «Call Me Sick Boy»                    | Your Face Down Now (EP) |
| 2009 | «Some Like It Cold»                   | Six Years Home          |
| 2010 | «Under the Red Sky»                   | Six Years Home          |
| 2011 | «Johnny’s Light Sucks»                | Six Years Home          |
| 2011 | «Unleash Hell»                        | Trust No One            |
| 2011 | «Never Trust the Hazel Eyed»          | Trust No One            |
| 2012 | «Keep Your Hands Off»                 | Trust No One            |
| 2013 | «Cheaters Must Die»                   | Wolfpack (EP)           |
| 2013 | «Hellbound»                           | Wolfpack (EP)           |
| 2015 | «Alpha Wolves»                        | —                       |
| 2022 | «Silence Broken»                      | —                       |
| 2022 | «Better Off Dead»                     | —                       |
| 2022 | «White Eyes»                          | —                       |
| 2022 | «Dead Boy»                            | —                       |
| 2023 | «Heartless»                           | —                       |

## Клипы
| Год  | Название                              | Альбом                  |
| ---- | ------------------------------------- | ----------------------- |
| 2007 | «Thanks For Coming (I Like You Dead)» | Your Face Down Now (EP) |
| 2007 | «Call Me Sick Boy»                    | Your Face Down Now (EP) |
| 2009 | «Some Like It Cold»                   | Six Years Home          |
| 2011 | «Johnny’s Light Sucks»                | Six Years Home          |
| 2011 | «Unleash Hell»                        | Trust No One            |
| 2011 | «Never Trust the Hazel Eyed»          | Trust No One            |
| 2012 | «Keep Your Hands Off»                 | Trust No One            |
| 2013 | «Cheaters Must Die» (Lyric Video)     | Wolfpack (EP)           |
| 2013 | «Hellbound»                           | Wolfpack (EP)           |
| 2013 | «Promises — Nero Cover» (Lyric Video) | Wolfpack (EP)           |
| 2013 | «The Wolfpack»                        | Wolfpack (EP)           |
| 2014 | «Blackhearted» (Lyric Video)          | Wolfpack (EP)           |
| 2015 | «Alpha Wolves»                        | —                       |
| 2022 | «Silence Broken (Lyric Video)»        | —                       |
| 2022 | «Better Off Dead (Lyric Video)»       | —                       |
| 2022 | «Silence Broken»                      | —                       |
| 2022 | «White Eyes»                          | —                       |
| 2022 | «Dead Boy»                            | —                       |